# Mosquiter roquer
El mosquiter roquer (Phylloscopus calciatilis) és una espècie d'ocell de la família dels fil·loscòpids (Phylloscopidae). Es troba a Laos i Vietnam. Els seus hàbitats principals són els boscos tropicals i subtropicals de frondoses humits de l'estatge montà. El seu estat de conservació es considera de risc mínim.